# Симеон и Анна (линейный корабль)
«Симеон и Анна» — парусный 74-пушечный линейный корабль Черноморского флота Российской империи.

## Описание корабля
Один из семи 74-х пушечных кораблей, построенных на Херсонской верфи. Впервые в практике отечественного кораблестроения бак и ют кораблей соединили сплошной палубой, что позволило усилить огневую мощь и улучшить управление парусами.

## История службы
Корабль «Симеон и Анна» был заложен в Херсоне и после спуска на воду вошел в состав Черноморского флота. В 1798 году перешёл из Херсона в Севастополь.
Принимал участие в войне с Францией. 26 октября 1798 года в составе эскадры контр-адмирала П. В. Пустошкина вышел из Севастополя в Средиземное море. 30 декабря у Корфу эскадра соединилась с эскадрой вице-адмирала Ф. Ф. Ушакова. С 4 января по 12 февраля 1799 года «Симеон и Анна» в составе отряда П. В. Пустошкина выходил в крейсерство в Адриатическое море для поиска французских судов, после чего вернулся к Корфу.
18 февраля принимал участие в штурме крепости Корфу, вел бомбардировку батареи № 2 на острове Видо. 1 мая вышел из Корфу в составе отряда и к 7 мая отряд прибыл к крепости Анкона, бомбардировал её и установил блокаду. 30 мая принимал участие в высадке десанта у Пезаро, а 22 июня вернулся в Корфу. 24 июля эскадра Ф. Ф. Ушакова вышла из Корфу и к 3 августа прибыла в Мессину. 19 августа корабль в состааве отряда вице-адмирала П. В. Пустошкина вышел из Мессины и 29 сентября прибыл в Специю. Базируясь в Специи, суда отряда осуществляли блокаду Генуи. 6 ноября у Генуи отрядом были захвачены 4 французских судна. 15 ноября суда подошли к крепости Маврикия и, несмотря на сильный огонь противника, уничтожили несколько французских транспортных судов. 4 декабря высадили десант для помощи австрийским войскам, но уже 7 декабря вынуждены были снять десант с берега.
Сняв блокаду Генуи, 28 декабря отряд прибыл в Ливорно. 8 февраля 1800 года «Симеон и Анна» в составе отряда вышел из Ливорно и 7 марта прибыл в Мессину.
18 марта 1800 года во время грозы молния ударила в грот-мачту корабля, вызвав возгорание верхушки мачты и марса. Экипаж, не имея возможности залить или сбить огонь, вынужден был срубить мачту.
С 15 апреля по 24 мая выходил в крейсерство к Мессинскому проливу в составе отряда. 30 мая отряд пришел в Корфу, где присоединился к эскадре Ф. Ф. Ушакова. 6 июля эскадра вышла из Корфу и к 26 октября вернулась в Севастополь.
В мае—октябре 1804 года «Симеон и Анна» в составе отряда капитана 1 ранга И. О. Салтанова доставил в Корфу войска, при этом корабль шел без артиллерии под торговым флагом.
5 октября 1804 года корабль вернулся в Севастополь.

## Командиры корабля
Командирами линейного корабля «Симеон и Анна» в разное время служили:
- Я. В. Батюшков (с 1797 года по октябрь 1798 года);
- К. С. Леонтович (с октября 1798 года по 1800 год);
- М. П. Селиванов (1800—1804 год).